# NGC 6831
NGC 6831 ist eine linsenförmige Galaxie vom Hubble-Typ S0 im Sternbild Drache am Nordsternhimmel. Sie ist schätzungsweise 164 Millionen Lichtjahre von der Milchstraße entfernt.
Das Objekt wurde am 3. September 1886 von dem Astronomen Lewis Swift entdeckt und später von Johan Dreyer in seinen New General Catalogue aufgenommen.